# 小行星2394
小行星2394（2394 Nadeev）是一颗围绕太阳公转的小行星。1973年9月22日，尼古拉·切爾尼赫在克里米亚发现了此天体。
該小行星以俄羅斯天文學家列夫·尼古拉耶維奇·納捷夫（Lev Nikolaevich Nadeev）命名。
这颗小行星的绝对星等为301.52318等。